# 浙江大学控股集团
浙江大学控股集团原名浙江大学圆正控股集团有限公司、浙江大学投资控股有限公司，是中華人民共和國教育部批准、浙江大学出资成立的国有独资性质的高校资产经营公司。浙江大学经营性资产管理委员会为出资人代表。

## 简介
浙江大学圆正控股集团成立于2005年12月8日，注册资本为人民幣4.903亿元，负责浙江大学经营性资产的投资、经营和管理。集团与浙江大学经营性资产管理委员会办公室合署办公。

## 子公司
集团涉及的业务包括高新技术研发与转化、科技企业孵化、高校后勤、餐饮、酒店业、物业管理、园林绿化、信息电子、半导体材料、旅游业、农业科技项目和规划设计。
集团核心企业如下：
- 创新技术研究院公司
- 科技创业投资公司
- 科技园公司
- 后勤集团
- 圆正旅业集团
- 新宇集团
- 城乡规划设计院公司

其中包括浙大网新、众合机电、浙大兰德等上市公司。